# Giuseppe Garibaldi Trophy
De Giuseppe Garibaldi Trophy is een internationale rugby union-prijs die jaarlijks wordt uitgereikt aan de winnaar van de wedstrijd tussen Frankrijk en Italië op het Zeslandentoernooi. De prijs is vernoemd naar de Italiaan Giuseppe Garibaldi, die een centrale rol speelde in de Italiaanse eenwording. De Giuseppe Garibaldi Trophy is vergelijkbaar met de Calcutta Cup, een rugbywedstrijd die elk jaar wordt gehouden tussen Engeland en Schotland, en de Millennium Trophy, een rugbywedstrijd gehouden tussen Engeland en Ierland. Beide prijzen worden ook betwist tijdens het zeslandentoernooi.

## Overzicht
| Details      | Gespeeld | Gewonnen Frankrijk | Gewonnen Italië | Gelijkspel | Punten Frankrijk | Punten Italië |
| ------------ | -------- | ------------------ | --------------- | ---------- | ---------------- | ------------- |
| In Frankrijk | 9        | 8                  | 0               | 1          | 273              | 138           |
| In Italië    | 10       | 8                  | 2               | 0          | 374              | 146           |
| Totaal       | 19       | 16                 | 2               | 1          | 647              | 284           |

## Resultaten
| Jaar | Thuis     | Score   | Uit       | Datum       | Plaats                                 |
| ---- | --------- | ------- | --------- | ----------- | -------------------------------------- |
| 2007 | Italië    | 3 - 39  | Frankrijk | 3 februari  | Stadio Flaminio, Rome                  |
| 2008 | Frankrijk | 25 - 13 | Italië    | 9 maart     | Stade de France, Saint-Denis           |
| 2009 | Italië    | 8 - 50  | Frankrijk | 21 maart    | Stadio Flaminio, Rome                  |
| 2010 | Frankrijk | 46 - 20 | Italië    | 14 maart    | Stade de France, Saint-Denis           |
| 2011 | Italië    | 22 - 21 | Frankrijk | 12 maart    | Stadio Flaminio, Rome                  |
| 2012 | Frankrijk | 30 - 12 | Italië    | 4 februari  | Stade de France, Saint-Denis           |
| 2013 | Italië    | 23 - 18 | Frankrijk | 3 februari  | Stadio Olimpico, Rome                  |
| 2014 | Frankrijk | 30 - 10 | Italië    | 9 februari  | Stade de France, Saint-Denis           |
| 2015 | Italië    | 0 - 29  | Frankrijk | 15 maart    | Stadio Olimpico, Rome                  |
| 2016 | Frankrijk | 23 - 21 | Italië    | 6 februari  | Stade de France, Saint-Denis           |
| 2017 | Italië    | 18 - 40 | Frankrijk | 11 maart    | Stadio Olimpico, Rome                  |
| 2018 | Frankrijk | 34 - 17 | Italië    | 23 februari | Orange Vélodrome, Marseille            |
| 2019 | Italië    | 14 - 25 | Frankrijk | 16 maart    | Stadio Olimpico, Rome                  |
| 2020 | Frankrijk | 35 - 22 | Italië    | 9 februari  | Stade de France, Saint-Denis           |
| 2021 | Italië    | 10 - 50 | Frankrijk | 6 februari  | Stadio Olimpico, Rome                  |
| 2022 | Frankrijk | 37 - 10 | Italië    | 6 februari  | Stade de France, Saint-Denis           |
| 2023 | Italië    | 24 - 29 | Frankrijk | 5 februari  | Stadio Olimpico, Rome                  |
| 2024 | Frankrijk | 13 - 13 | Italië    | 25 februari | Stade Pierre-Mauroy, Villeneuve-d'Ascq |
| 2025 | Italië    | 24 - 73 | Frankrijk | 23 februari | Stadio Olimpico, Rome                  |